# Vigna trilobata
Vigna trilobata är en ärtväxtart som först beskrevs av Carl von Linné, och fick sitt nu gällande namn av Bernard Verdcourt. Vigna trilobata ingår i släktet vignabönor, och familjen ärtväxter.

## Underarter
Arten delas in i följande underarter:
- V. t. pusilla
- V. t. trilobata

## Bildgalleri

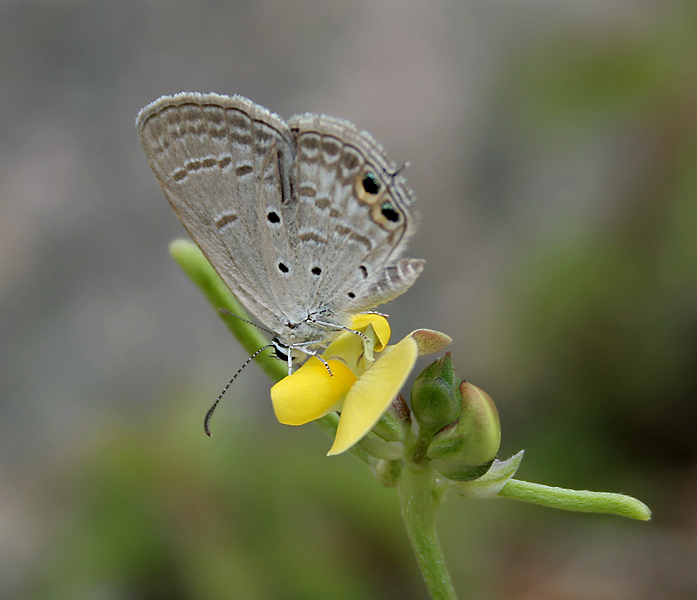
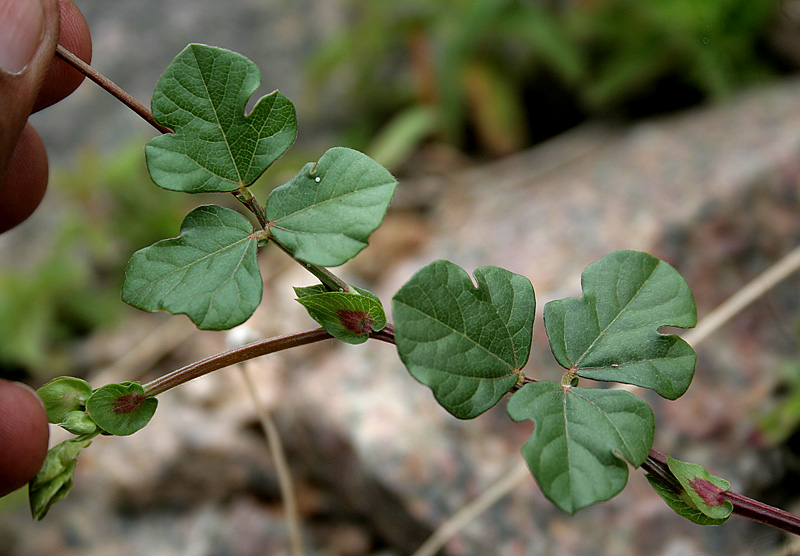